# Hudson Bend
Hudson Bend è un census-designated place (CDP) degli Stati Uniti d'America della contea di Travis nello Stato del Texas. La popolazione era di 2 981 abitanti al censimento del 2010.

## Geografia fisica
Hudson Bend è situata a 30°24′55″N 97°55′19″W (30.415400, -97.921973).
Secondo lo United States Census Bureau, il CDP ha una superficie totale di 17,27 km², dei quali 10,32 km² di territorio e 6,95 km² di acque interne (40,22% del totale).
Si trova 16 miglia (26 km) a nord-ovest di Austin sul lago Travis.

## Società

### Evoluzione demografica
Secondo il censimento del 2010, la popolazione era di 2 981 abitanti.

### Etnie e minoranze straniere
Secondo il censimento del 2010, la composizione etnica del CDP era formata dall'87,35% di bianchi, lo 0,7% di afroamericani, lo 0,44% di nativi americani, il 2,95% di asiatici, lo 0,17% di oceanici, il 5,84% di altre razze, e il 2,55% di due o più etnie. Ispanici o latinos di qualunque razza erano il 13,65% della popolazione.